# Marudi
Huyện Marudi là một huyện thuộc bang Sarawak của Malaysia. Huyện Marudi có dân số thời điểm năm 2010 ước tính khoảng 63304 người.